# Zhao (achternaam)
Zhao (spreek uit als [Djaauw]) is een veelvoorkomende Chinese achternaam en staat op de eerste plaats van de Baijiaxing, omdat het tijdens de Song-dynastie, van de Zhaos, was gemaakt. In Volksrepubliek China staat de naam op de achtste plaats van meestvoorkomende Chinese achternamen. In het Kantonees wordt dezeachternaam behalve als Chiu, ook als Chew, Jiu of Jew geromaniseerd.
- Vietnamees: Triệu
- Koreaans: 조/Jo/Cho/Co
- Japans: ちょう (chō)

## Oorsprong
Voorouders van de Zhaos kwamen van de staat Zhao ten tijde van de periode van de Strijdende Staten. 

## Bekende personen met de naam Zhao of Chiu
- monarchie van de Zhao-dynastie
- monarchie van de Song-dynastie
- monarchie van de Triệu-dynastie
- Zhao Mengfu
- Elaine Chao
- Yuen Ren Chao
- Zhao Ziyang
- Zhao Xue
- Zhao Jingshen
- Zhao Hongbo